# ژان ری
ژان ری (انگلیسی: Jean Rey) یک سیاست‌مدار اهل بلژیک و دومین رئیس کمیسیون اروپا بود.